# Миловидов, Александр Иванович
Алекса́ндр Ива́нович Милови́дов (1861—1935) — русский историк, археограф, библиограф, приверженец западнорусизма, последователь М. О. Кояловича.

## Биография
Родился 5 (17) августа 1861 года в семье священника села Иван-озера Венёвского уезда Тульской губернии. Окончил Венёвское духовное училище и Тульскую духовную семинарию, по второму разряду (1876—1883). В 1885—1889 годах учился в Московской духовной академии и по окончании курса был направлен в Пинск, в Виленскую духовную семинарию.
Под руководством С. А. Рачинского стал народным учителем. Заняв должность хранителя Виленского Публичного музея древностей, Миловидов свою научную деятельность сосредоточил на истории, археографии и библиографии Северо-Западного края.
Напечатал более 50 статей в «Чтениях Императорского общества истории и древностей Российских», «Христианском Чтении», «Журнале Министерства народного просвещения», «Русском Вестнике» и других изданиях. Состоял председателем комиссии организованных им народных чтений. Археографическая деятельность А. И. Миловидова повлияла на развитие архивного дела в Российской империи и привлекла интерес публицистов к западнорусским древностям, прежде всего — к письменным источникам. 
Умер 18 декабря 1935 года.
Деятельность А. И. Миловидова и других видных архивистов Северо-Западного края Российской империи изучается в рамках спецкурсов для будущих архивистов на историческом факультете Белорусского государственного университета.

## Труды
- Архив упраздненного Пинского Лещинского монастыря. — М.: Унив. тип., 1900. — 33 с. — Текст на рус., пол. яз.
- Освобождение крестьян Северо-Западного края и поземельное устройство их при графе М. Н. Муравьеве / А. И. Миловидов. — Вильна: Тип. Св.-духов. братства, 1901. — 56 с.[2]
- Участие молодежи Северо-Западного края в мятеже 1863 года и вызванная им реформа местных учебных заведений. Вильна, 1904.
- Старопечатные славяно-русские издания, вышедшие из западнорусских типографий XVI—XVIII вв. Москва, 1908).
- Описание славяно-русских старопечатных книг виленской публичной библиотеки. Вильна, 1908.
- Русский календарь в Северно-Западном крае, его история и значение. Вильна, 1908.
- Рукописное отделение Виленской публичной библиотеки. Его история и состав. Вильна, 1910.
- Пятидесятилетие «Виленского Вестника» русской редакции. Вильна, 1914.
- Рукописное отделение Виленской публичной библиотеки. Его история и состав (1910)[3]

Статьи А. И. Миловидова:
- О положении православия и русской народности в Пинском удельном княжестве и городе Пинск до 1793 года (1894)
- Современные попытки папы Льва XIII к соединению церквей и ответ на них восточных православных иерархов (1896)
- Св. священно-мученик Макарий, митрополит Киевский и всея Руси (1897)
- Церковно-археологические памятники города Пинска (1898)
- Из переписки гр. М. Н. Муравьева об улучшении материального быта православного духовенства в Северо-Западном крае: по поводу исполнившегося 35-летия (1899)
- Заслуги графа М. Н. Муравьева для православной церкви в Северо-Западном крае (1900)
- Меры принятые графом М. Н. Муравьевым к ограждению православного населения от латино-польской пропаганды в Северо-Западном крае (1900)
- Пинский Богоявленский второклассный монастырь (по поводу исполнившегося столетия его существования) (1900)
- Из бумаг архиепископа минского Антония Зубко (по поводу исполнившегося столетия со дня воссоединения западно-русских униатов) (1900)
- Освобождение крестьян Северо-Западного края и поземельное устройство их при графе М. Н. Муравьеве (1901)
- Государственное значение всероссийских патриархов (1901)
- Исторические основы латино-польской политики в Северо-Западном крае (1901)
- Виленский центральный архив (1902)
- Виленская публичная библиотека (по поводу 35-летия ея существования) (1902)
- Устройство общественного быта крестьян Северо-западного края при графе М. Н. Муравьеве (1902)
- Краткий исторический очерк Виленской публичной библиотеки (по поводу 35-летия её существования) (1903, оцифрован)
- Современная летопись: прошлое и современное положение археографии в Северо-западном крае (1904)
- Педагогические воззрения Императрицы Екатерины II и влияние их на реформу духовной школы (1905)
- Русский календарь в Северо-Западном крае. 1883—1908 (К 25-летию «Виленского Календаря») (1907)[4]
- Русский календарь в Северо-Западном крае, его история и значение: историко-библиографическая справка по поводу 25-летия «Виленскаго календаря», с указателем помещенных в нем статей (1908)
- Старопечатные славяно-русские издания, вышедшие из западно-русских типографий XVI—XVIII вв. (1908)
- Описание славяно-русских старопечатных книг Виленской Публичной библиотеки (1491—1800 гг.) (1908)
- Академик-художник Иван Петрович Трутнев: юбилейное издание по поводу 50-летия художественной деятельности И. П. Трутнева, насадителя русского искусства в Северо-Западном крае (1908)[5]
- Рукописное отделение Виленской публичной библиотеки: его история и состав (1910)
- Распоряжения и переписка гр. М. К. Муравьева относительно римско-католического духовенства в Северо-Западном крае (1910)
- О современных задачах внешкольной просветительной деятельности западно-русских братств (1910)
- Из истории Виленской Публичной Библиотеки (1911)[6]
- Памяти И. П. Корнилова, как основателя русской национальной школы в Северо-Западном крае (к столетнему юбилею рождения И. П. Корнилова) (1911)
- Торжество закладки исторического храма-памятника в Вильне и значение этого памятника (1911)
- Церковно-строительное дело в Северо-Западном крае при гр. М. Н. Муравьеве (1913)
- Архивные материалы Муравьевского музея, относящиеся к польскому восстанию 1863—1864 г. г. в пределах Северо-Западного края. Ч. 1. Переписка по политическим делам гражданского управления с 1 января 1862 по май 1863 г. (1913)
- Виленский храм-памятник в ознаменование 300-летия царствования Дома Романовых и в память князя К. К. Острожского (ко дню освящения храма 9-го мая 1913 г.) (1913)
- К 50-летию русской Вильны (1914)
- Перечень боевых столкновений русских войск с польскими повстанцами в кампанию 1863—1864 гг. в пределах Северо-Западного края, с указанием времени, места боев, численности и командного состава русских и повстанческих отрядов, равно и потерь с обеих сторон (1915)